# NGC 4335
NGC 4335, ist eine elliptische Radiogalaxie vom Hubble-Typ E2 im Sternbild Großer Bär am Nordsternhimmel. Sie ist schätzungsweise 211 Millionen Lichtjahre von der Milchstraße entfernt und hat einen Durchmesser von etwa 115.000 Lj. 

Im selben Himmelsareal befindet sich u. a. die Galaxie NGC 4290, NGC 4358, NGC 4362, NGC 4364.
Die Supernova SN 1955E wurde hier beobachtet.
Das Objekt wurde am 17. April 1789 von dem Astronomen Wilhelm Herschel mithilfe seines 18,7 Zoll-Spiegelteleskops entdeckt.